# OneRepublic
OneRepublic je americká pop-rocková kapela z Colorada, která se proslavila díky spolupráci s producentem Timbalandem a jejich společné písni Apologize, které se prodalo přes 5 milionů kopií. Leaderem kapely je zpěvák, skladatel a producent Ryan Tedder.

## Historie
Kapela byla založena roku 1996 Ryanem Tedderem a Zachem Filkinsem při jejich studiu na Colorado Springs Christian High School. Při jejich společné cestě domů se Tedder s Filkinsem bavili o svých oblíbených interpretech (Fiona Apple, Peter Gabriel a U2) a rozhodli se založit společně kapelu. Jejich první společný počin se jmenoval This Beautiful Mess.

## Počátky kariéry (2002-2007)
V roce 2002 se sešli v Los Angeles a tak vznikla jejich druhá kapela Republic. Tedder, který byl již producentem a skladatelem přemluvil Filkinse, aby se přestěhoval. O devět měsíců později podepsali smlouvu s Columbia Records. Po několika změnách v sestavě se členové ustálili. Ryan Tedder zaujal místo zpěváka, Zach Filkins se stal kytaristou a doprovodným zpěvákem, Eddie Fischer bubeníkem, Brent Kutzle se postaral o violoncello a basu a Drew Brown o hlavní kytaru. Později jméno kapely bylo změněno na OneRepublic, protože podle nahrávací společnosti název Republic mohl působit kontroverzně. Dva a půl roku poté pracovali ve studiu na svém debutovém albu. Kapela se také začala prosazovat na MySpace. Debutová deska Dreaming Out Loud vyšla v listopadu 2007 a stala se velmi úspěšnou, stejně jako druhý singl Stop and Stare.

## Hudební styl
Hudební styl OneRepublic je velice pestrý. Jejich skladby jsou směsicí rocku, popu, indie a hip-hopu. Kapela byla ovlivněna například U2 a The Beatles. Spolupracovali s nimi například Leona Lewis, B.o.B, Timbaland, Sara Bareilles, Maroon 5 a mnoho dalších.

## Diskografie
- Dreaming Out Loud (2007)
- Waking Up (2009)
- Native (2013)
- Oh My My (2016)
- Human (2021)
- Artificial Paradise (2024)

## Ocenění a nominace
| Rok  | Ocenění                     | Kategorie                                                        | Výsledek |
| ---- | --------------------------- | ---------------------------------------------------------------- | -------- |
| 2008 | Teen Choice Awards          | Choice Music: Breakout Group                                     | Nominace |
| 2008 | Teen Choice Awards          | Choice Music: Rock Track ("Stop and Stare")                      | Zisk     |
| 2008 | MuchMusic Video Awards      | Best International Video – Group ("Apologize")                   | Nominace |
| 2008 | MuchMusic Video Awards      | Best International Video – Group ("Stop and Stare")              | Nominace |
| 2008 | ECHO                        | National/International Hit of the Year ("Apologize")             | Nominace |
| 2008 | MTV Asia Awards             | Best Hook Up ("Apologize")                                       | Zisk     |
| 2008 | MTV Asia Awards             | Breakthrough Artist                                              | Nominace |
| 2008 | MTV Europe Music Awards     | Best New Act                                                     | Nominace |
| 2009 | People's Choice Awards, USA | Favorite Rock Song ("Apologize")                                 | Nominace |
| 2009 | Grammy Awards               | Best Pop Performance by a Duo or Group with Vocals ("Apologize") | Nominace |
| 2009 | ECHO                        | Best International Group                                         | Nominace |
| 2010 | ESKA MUSIC AWARDS (Poland)  | Band Of The Year (International)                                 | Zisk     |
| 2010 | Teen Choice Awards          | Choice Rock Track ("All The Right Moves")                        | Nominace |
| 2011 | Teen Choice Awards          | Choice Music: Rock Group                                         | Nominace |
| 2011 | Teen Choice Awards          | Choice Music: Rock Track ("Good Life")                           | Nominace |
| 2011 | American Music Awards       | Favorite Pop/Rock Band/Duo/Group                                 | Nominace |